# Prisma Amici

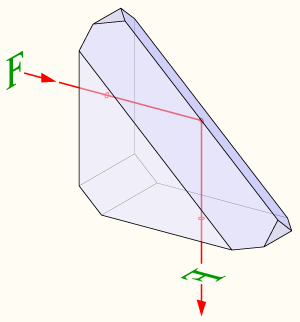
Reflexió al prisma Amici

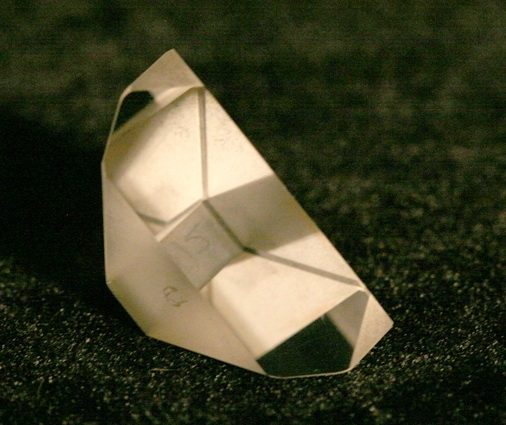
Prisma del tipus usat en els oculars dels telescopis.

Un Prisma de sostre d'Amici és un prisma reflector usat per desviar 90 º un feix de llum o una imatge, la qual a més, s'inverteix. S'usa normalment en els oculars dels telescopis com a corrector d'imatge.
El seu nom es deu al seu inventor, l'astrònom i òptic italià Giovanni Amici. El prisma funciona igual que un prisma d'angle recte amb la particularitat que la faceta reflectiva està tallada en forma de prisma de sostre, amb dues facetes en angle de 90 º. La reflexió interna total sobre aquestes facetes inverteix la imatge sobre l'eix vertical. Per millorar la reflexió a les facetes reflectores se'ls dona de vegades un recobriment metàl·lic el que permet que el prisma sigui usat en un angle més ampli que el que permet les lleis de la reflexió total interna.